# Margareta Fahlén
Margareta Fahlén (8 de juny de 1918 -28 d'octubre de 1978) fou una actriu teatral i cinematogràfica de nacionalitat sueca.

## Biografia
Nascuda a Sollefteå, Suècia, Fahlén va créixer a Uppsala. Finalitzats els seus estudis, va treballar en inspecció bancària a Estocolm alhora que acudia a classes d'actuació de Calle Flygare. El seu debut en escena va tenir lloc en el Hon Scalateatern, i el 1941 va aparèixer en la publicació Vecko-Journalen, en la seva sèrie En vacker flicka denna vecka (noia maca de la setmana). La seva primera actuació al cinema va arribar l'any 1943 a la cinta dirigida per Ivar Johansson Ungt blod, fent diverses altres actuacions abans d'entrar el 1944 a l'escola teatral del Dramaten. Es va graduar l'any 1947, i després va aconseguir la seva oportunitat en interpretar a Kristina en la peça de August Strindberg Påsk. Posteriorment Gustaf Edgren li va donar el paper de Helga en el film Tösen från Stormyrtorpet (1947). La seva breu i intensa carrera al cinema va arribar als anys 1950, destacant el seu treball en les pel·lícules Kvinna i vitt (1949) i Starkare än lagen (1951).
El 31 de maig de 1955 es va casar amb l'actor danès Poul Reichhardt a l'església sueca de Copenhaguen, mudant-se a Dinamarca. Després del seu matrimoni, Fahlén va treballar esporàdicament com a actriu. L'any 1956 va tornar temporalment a Suècia per fer una gira amb el Riksteatern, fent una actuació especial el 1957 a Trondheim. Es va separar de Reichhardt l'any 1963, treballant després com a secretària mèdica.
Margareta Fahlén va morir a Suècia l'any 1978.

## Teatre
- 1945 : Av hjärtans lust, de Karl Ragnar Gierow, escenografia de Rune Carlsten, Teatre Dramaten
- 1948 : En vildfågel, de Jean Anouilh, escenografia de Rune Carlsten, Teatre Dramaten
- 1951 : Diamanten, de Friedrich Hebbel, escenografia de Rune Carlsten, Teatre Dramaten
- 1961: Så tuktas kärleken, de Jean Anouilh, escenografia de Eva Sköld, Helsingborgs stadsteater[2]

## Filmografia
- 1943: Jag dräpte
- 1943: Hon trodde det var han
- 1943: Anna Lans
- 1944: Örnungar
- 1944: Narkos
- 1944: Kärlekslivets offer
- 1944: Skeppar Jansson
- 1945: Svarta rosor
- 1946: Eviga länkar
- 1946: Iris och löjtnantshjärta
- 1947: Brott i sol
- 1947: Tösen från Stormyrtorpet
- 1948: En svensk tiger
- 1948: Kvinnan gör mig galen
- 1949: Vi flyger på Rio
- 1949: Kvinna i vitt
- 1950: Regementets ros
- 1950: Hjärter knekt
- 1951: Starkare än lagen
- 1951: Min vän Oscar
- 1952: För min heta ungdoms skull
- 1953: Kungen av Dalarna
- 1953: Foreign Intrigue (serie de TV)
- 1956: Kärlek i det blå